# The Bob Clampett Show
The Bob Clampett Show è un programma televisivo antologico statunitense del 2000.
Prodotta dalla Cartoon Network, la serie è caratterizzata da cortometraggi cinematografici animati del catalogo Warner Bros. che sono stati animati o diretti da Bob Clampett, oltre ad una selezione di cortometraggi della serie televisiva animata Tre allegri naviganti. Fu l'unico programma antologico a cartoni animati di Cartoon Network a contenere i cortometraggi di Looney Tunes, inclusi Russian Rhapsody e Bacall to Arms che normalmente non vengono trasmessi dalla televisione americana a causa di contenuti controversi.
La sequenza del titolo di apertura è stata nominata per un Annie Award nel 2000.
La serie è stata trasmessa per la prima volta negli Stati Uniti su Cartoon Network dal 14 aprile 2000 al 20 giugno 2001, con un totale di 23 episodi ripartiti su due stagioni. In seguito è stata replicata su Adult Swim per via di alcuni contenuti politicamente scorretti presenti in alcuni cortometraggi.

## Episodi
| Stagione         | Episodi | Prima TV USA | Prima TV Italia |
| ---------------- | ------- | ------------ | --------------- |
| Prima stagione   | 13      | 2000         | inedita         |
| Seconda stagione | 13      | 2000-2001    | inedita         |